# Лоона
Лоона (ест. Loona) — село в повіті Сааре волості Сааремаа, Естонія.

## Географія та опис
Розташоване на острові Сааремаа, на західному узбережжі. Клімат — помірний. Офіційна мова — естонська.
До адміністративної реформи муніципалітетів Естонії в 2017 році село належало до муніципалітету Кіхельконна.
В селі наявний маєток, що існував на цьому місці принаймні з 1480 року, первісна будівля якого була укріпленою садибою. Цей так званий «васальний замок» був зруйнований на початку 17 століття (замок Пурце в східній Естонії є прикладом такого ж типу будівлі, що зберігся до наших днів). Сучасна будівля датується 1785 роком і з того часу в різний час перебудовувалася. Під час радянської окупації Естонії будівля прийшла в занепад. Булаув відремонтована у 1997 році.